# デイヴィッド・アースキン (第2代アースキン男爵)

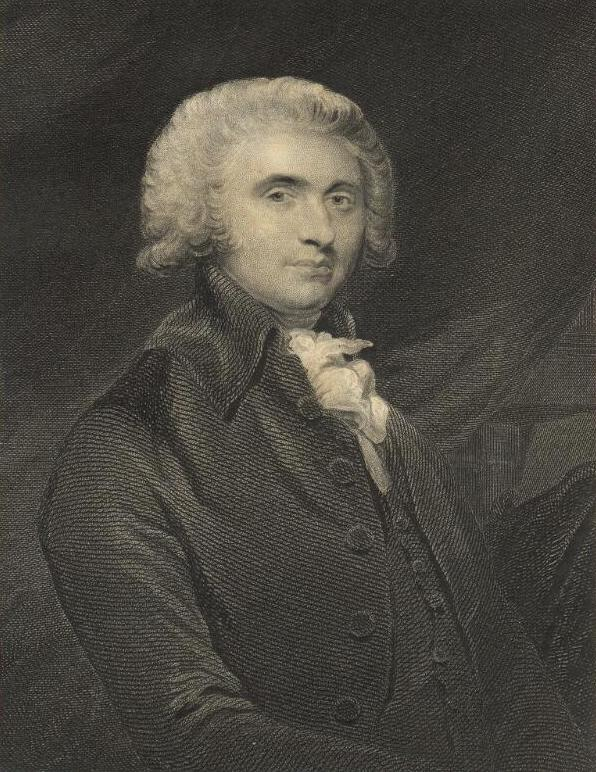
リチャード・ウッドマンによる肖像画、1820年ごろ。

第2代アースキン男爵デイヴィッド・モンタギュー・アースキン（英語: David Montagu Erskine, 2nd Baron Erskine、1776年8月12日 – 1855年3月19日）は、イギリスの貴族、外交官、政治家。1806年2月から7月まで庶民院議員を、1806年7月から1809年10月まで在アメリカ合衆国イギリス特命全権公使を、1824年12月から1828年1月まで在ヴュルテンベルクイギリス特命全権公使を、1828年1月から1843年11月まで在バイエルンイギリス特命全権公使を務めた。

## 生涯
トマス・アースキン閣下（1806年に初代アースキン男爵に叙爵）と1人目の妻フランシス（Frances、旧姓ムーア（Moore）、1805年12月26日没、ダニエル・ムーアの娘）の長男として、1776年8月12日に生まれた。1785年から1787年までチャーターハウス・スクールで、1787年から1792年までウィンチェスター・カレッジで教育を受けた後、1794年10月23日にケンブリッジ大学トリニティ・カレッジに入学、1797年にM.A.の学位を修得した。1792年にリンカーン法曹院に入学、1802年に弁護士資格免許を取得した。ただし、弁護士業を開業することはなかった。
1806年に父が大法官に任命されると、ポーツマス選挙区の補欠選挙（1806年2月）に出馬、父の議席を引き継いだ。議会では政府を支持したが、父が補欠選挙のときよりチャールズ・ジェームズ・フォックスに息子を在アメリカ合衆国イギリス特命全権公使に任命するよう求めており、同年7月に実現した。そのためアースキンの議員生涯は半年ほどと短かった。
公使への任命以前にアメリカに4年間住んでおり、1799年にはアメリカ独立戦争で活躍した軍人ジョン・カドワラダーの娘と結婚していた。『英国人名事典』ではアースキンが公使職に適任（well fitted）であると評されたが、1807年の枢密院勅令の撤回を（本国の許可なしに）アメリカに打診したため、1809年10月に外務大臣のジョージ・カニングに召還された。以降長期間外交職に就けなかった。
1811年、ケンブリッジ大学よりLL.D.の名誉学位を授与された。
1823年11月17日に父が死去すると、アースキン男爵位を継承した。1824年12月に在ヴュルテンベルクイギリス特命全権公使に任命され、1828年1月に在バイエルンイギリス特命全権公使に昇進した。以降15年間在バイエルン公使を務めたが、功績を挙げる機会に恵まれず、1843年11月に年金を受け取って退任した。退任後はサセックスのバトラーズ・グリーン（Butler's Green）に住居を構えた。
1855年3月19日にバトラーズ・グリーンで死去、クックフィールドで埋葬された。息子トマス・アメリカスが爵位を継承した。

## 家族

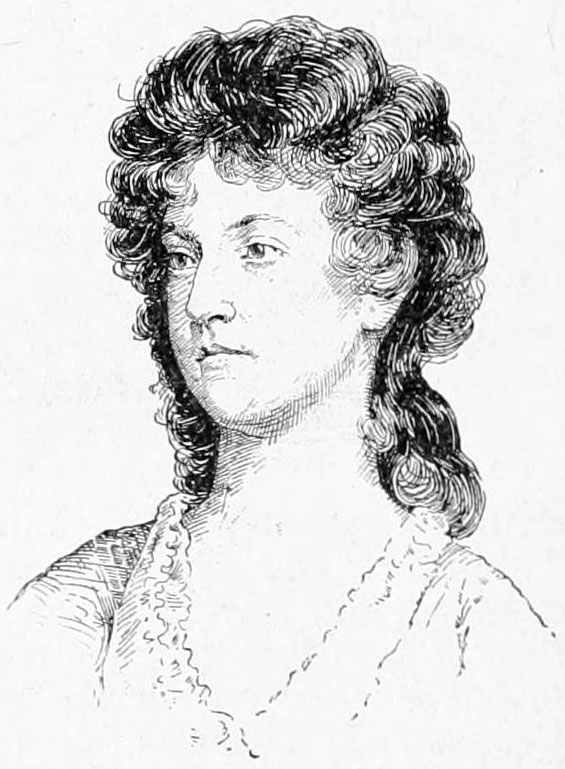
アースキン男爵夫人フランシス、『アップルトンのアメリカ人名事典』1900年版より。

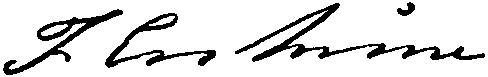
アースキン男爵夫人フランシスの署名、『アップルトンのアメリカ人名事典』1900年版より。

1799年12月16日、アメリカでフランシス・カドワラダー（Frances Cadwallader、1781年6月28日 フィラデルフィア – 1843年3月25日 イングランド、ジョン・カドワラダーの娘）と結婚、5男7女をもうけた。
- トマス・アメリカス（1802年5月3日 – 1877年5月10日） - 第3代アースキン男爵[2]。「トマス」の名前が母方の伯父トマス・カドワラダー（Thomas Cadwalader）に由来する[7]
- ジョン・カドワラダー（1804年 – 1882年3月28日） - 第4代アースキン男爵[2]。「カドワラダー」の名前が母方の祖父に由来する[7]
- フランシス（1876年6月7日没） - 1824年、ガブリエル・ショー（Gabriel Shawe）と結婚[8]
- メアリー（1874年3月15日没） - 1832年6月16日、ヘルマン・フォン・パウムガーテン伯爵（Hermann von Paumgarten、1846年1月11日没）と結婚[8]
- セヴィラ（Sevilla、1835年3月12日没） - 1830年12月23日、サー・ヘンリー・フランシス・ハワード（英語版）（1898年1月27日没）と結婚[8]
- ステュアータ（Steuarta、1863年9月17日没） - 1828年10月6日、ティモシー・イーツ＝ブラウン（英語版）と結婚[8]
- エリザベス（1812年ごろ – 1886年7月19日） - 1832年4月1日、第2代準男爵サー・セント・ヴィンセント・ホーキンス＝ウィットシェッド（1870年9月13日没）と結婚[8]
- ハリエット（1855年11月19日没） - 1833年8月29日、チャールズ・ウッドマス（Charles Woodmass）と結婚
- デイヴィッド（1816年 – 1903年6月21日） - 陸軍軍人。1839年11月12日、アン・マリア・スポード（Anne Maria Spode、1860年11月3日没、ジョサイア・スポードの娘）と結婚、子供あり。1870年9月26日、エマ・フローレンス・ハーフォード（Emma Florence Harford、チャールズ・J・ハーフォードの娘）と再婚、子供あり[8]
- エドワード・モリス（1817年3月28日 – 1883年4月19日） - 外交官。1847年7月24日、キャロライン・ラフナン（Caroline Loughnan、1877年10月23日没、ロバート・ハミルトン・ヴォーンの娘、アンドルー・ラフナンの未亡人）と結婚、子供あり[8]
- ジェーン・プラマー（Jane Plumer、1846年3月30日没） - 1837年8月29日、ジェームズ・ヘンリー・カレンダー（英語版）（1851年1月31日没）と結婚[8]
- ジェームズ・ステュアート（1821年9月4日 – 1904年） - 1872年、バイエルン王国のアースキン男爵に叙爵[9]。1849年2月27日、ヴィルヘルミナ・フォン・テーリンク＝ミヌッチ（Wilhelmina von Toerring-Minucci、アントン・ヨーゼフ・フォン・テーリンク＝ミヌッチの娘）と結婚、子供あり[8]

1843年7月29日、ブライトンでアン・ボンド・トラヴィス（Anne Bond Travis、1851年4月18日没、ジョン・トラヴィスの娘）と再婚した。
1852年12月21日、アンナ・ダラム（Anna Durham、1886年3月26日没、トマス・カルダーウッド・ダラムの未亡人、ウィリアム・カニンガム＝グラハムの娘）と再婚した。